# ActionScript
ActionScript — объектно-ориентированный язык программирования, один из диалектов ECMAScript, который добавляет интерактивность, обработку данных и многое другое в содержимое Flash-приложений. ActionScript исполняется виртуальной машиной (ActionScript Virtual Machine), которая является составной частью Flash Player. ActionScript компилируется в байт-код, который включается в SWF-файл.
SWF-файлы исполняются Flash Player'ом. Flash Player существует в виде плагина к веб-браузеру, а также как самостоятельное исполняемое приложение (standalone). Во втором случае возможно создание исполняемых exe-файлов (projector), когда приложение Flash Player объединяется с swf-файлом по аналогии с SFX.
С помощью ActionScript можно создавать интерактивные мультимедиа-приложения, игры, веб-сайты и многое другое.
ActionScript — открытый язык программирования, его спецификация находится в открытом доступе на сайте Adobe. Компилятор (как часть Apache Flex) и открытая виртуальная машина (Tamarin) являются открытым программным обеспечением. В 2020 Adobe передало обновление ActionScript компании HARMAN. В 2022 HARMAN предоставили приветствие вклада 

## История
ActionScript как язык появился с выходом 5-й версии Macromedia Flash, которая стала первой программируемой на ActionScript средой. Первая вышедшая версия языка называлась ActionScript 1.0. 6-я версия Flash (MX) также использовала ActionScript 1.0. В 2004 году компания Macromedia представила новую версию ActionScript 2.0 вместе с выходом Flash 7 (MX 2004), в которой было введено строгое определение типов, а также программирование, основанное на классах. То есть появились новые ключевые слова:
- class (класс),
- interface (интерфейс),
- extends (установка наследования)
- модификаторы доступа: private, public;
- и прочие.

Также Macromedia была выпущена модификация языка Flash Lite для программирования под мобильные телефоны.
ActionScript 1.0 является прототипным языком программирования. То есть он вполне реализует все три принципа объектно-ориентированного программирования.
ActionScript 2.0 является надстройкой над ActionScript 1.0. Проверка типов и работа с иерархией классов осуществляется во время компиляции, которая заканчивается генерацией байткода, аналогичного ActionScript 1.0.
В 2006 году вышел ActionScript 3.0 в среде программирования Adobe Flex, а позже в Adobe Flash 9.
ActionScript 3.0 представляет, по сравнению с ActionScript 2.0, качественное изменение, он использует новую виртуальную машину AVM 2.0 и даёт взамен прежнего формального синтаксиса классов настоящее классовое (class-based) Объектно-ориентированное программирование. ActionScript 3.0 обеспечивает возрастание производительности, по сравнению с ActionScript 1.0/2.0, до 700 раз (это лишь обработка инструкций, не затрагивая графику). ActionScript 3.0 позволяет работать с бинарными данными, с BitMap (что обеспечивает значительный прирост производительности: до 10000 раз). ActionScript 3.0 по скорости приблизился к таким языкам программирования, как Java и C#.
Увеличение производительности основано на динамической трансляции кода (JIT). Такое увеличение производительности возможно лишь для некоторых типов данных и требует особой организации кода. Объём кода, как правило увеличивается в несколько раз (по сравнению с AS1).
| Версии плеера | Нововведения |
| ------------- | --- |
| 2             | Появились «действия», в дальнейшем известные как: - gotoAndStop(); - gotoAndPlay(); - nextFrame(); - prevFrame(); - getURL();                                                                    |
| 3             | Появление loadMovie(); |
| 4             | Первая версия с полной поддержкой скриптовой имплементации. |
| 5             | Появление первой версии ActionScript. Использовалось прототипное программирование на базе ECMAScript и предоставлена полная поддержка процедурного и объектно-ориентированного программирования. |
| 6             | - Добавлена событийная модель - switch - Появилась поддержка AMF и RTMP протоколов. |
| 7             | - Появление AS2, базирующигося на ECMAScript 4 с классобазированным программированием. - Добавлена поддержка CSS для текста.                                                                     |
| 8             | - Появление новых правил безопасности. - Добавление фильтра AS1/AS2. - Появление класса для просмотра Bitmap Data в реальном времени.                                                            |
| 9             | - Новый скриптовый движок ECMAScript, ActionScript Virtual Machine AVM2. AVM сохранён для совместимости, добавлена поддержка ActionScript 3 через AVM2. - Появление расширения E4X для XML.      |
| 10            | - 3D-эффекты - Различные фильтры и эффекты - Расширенная схема размещения текста - Улучшено API Рисования                                                                                        |
| 10.2          | - улучшена поддержка p2p, Добавлено шумоподавление. |
| 11            | - Появление низкоуровнего API для работы с графикой, USB-устройствами - 3D-акселерация |

| Поддержка версий ActionScript: | Поддержка версий ActionScript: | Поддержка версий ActionScript: | Поддержка версий ActionScript: |
| ------------------------------ | ------------------------------ | ------------------------------ | ------------------------------ |
| Не поддерживается              | AS1                            | AS1, AS2                       | AS1, AS2, AS3                  |

## Синтаксис
Синтаксис ActionScript основан на спецификации ECMAScript.

### ActionScript 2.0
Данный код создаёт новое текстовое поле на глубине (depth) 0, в точке (0, 0) и размером 100 на 100 пикселей. Параметр text равен строчке «Hello, world». Код должен быть записан в окне action — frame
```
createTextField
(
"greet"
,
 
0
,
 
0
,
 
0
,
 
100
,
 
100
);

greet
.
text
 
=
 
"Hello world!"
;

```

Пример класса, написанного на AS2. Код должен сохраняться в отдельном .as-файле и располагаться в одной папке с .fla-исходником проекта.
```
class
 
com
.
example
.
Greeter
 
extends
 
MovieClip

{

    
public
 
function
 
Greeter
()

    
{

    
}

    
public
 
function
 
onLoad
()
 
:
Void

    
{

        
var
 
txtHello
:
TextField
 
=
 
this
.
createTextField
(
"txtHello"
,
 
0
,
 
0
,
 
0
,
 
100
,
 
100
);

        
txtHello
.
text
 
=
 
"Hello Ako!"
;

    
}

}

```

### ActionScript 3.0
В исходном коде, компилируемом Adobe Flex SDK (AS 3.0):
```
package
 
{

import
 
flash
.
display
.
Sprite
;

import
 
flash
.
text
.
TextField
;

public
 
class
 
HelloWorld
 
extends
 
Sprite
 
{

    
public
 
function
 
HelloWorld
()
 
{

        
var
 
txtHello
:
TextField
 
=
 
new
 
TextField
();

        
txtHello
.
text
 
=
 
"Hello world!"
;

        
this
.
addChild
(
txtHello
);

    
}

}

```

### MXML
Код, написанный на MXML (расширение XML):
```
<?xml version="1.0" encoding="utf-8"?>

<mx:Application
 
xmlns:mx=
"http://www.adobe.com/2006/mxml"
 
xmlns=
"*"
 
layout=
"vertical"

creationComplete=
"initApp()"
>

    
<mx:Script>

        
<![CDATA[

            public function initApp():void

            {

                // Prints our "Hello, world!" message into "mainTxt".

                mainTxt.text = Greeter.sayHello();

            }

        ]]>

    
</mx:Script>

    
<mx:Label
 
id=
"title"
 
fontSize=
"24"
 
fontStyle=
"bold"
 
text=
'"Hello, world!" Example'
/>

    
<mx:TextArea
 
id=
"mainTxt"
 
width=
"250"
/>

</mx:Application>

```

### Отладчик
Пример работы отладчика. Выводит на экран output любые данные, которые возможно преобразовать в String (AS2 и далее):
```
trace
(
"Hello world!"
);

```

## Структура

### ActionScript 2

#### Элементарные типы данных
| Тип     | Описание                                                                     |
| ------- | ---------------------------------------------------------------------------- |
| String  | Строчка, массив символов, например: «Hello, World»                           |
| Number  | Любое числовое значение, например: 0, 0.5, 1150                              |
| Boolean | Логическая величина, может принимать значения «true» или «false».            |
| Object  | Объект. Примером объекта являются классы, методы, функции, параметры и т. д. |

#### Сложные типы данных
| Тип             | Описание |
| --------------- | --- |
| MovieClip       | Графический объект, содержащий кадры.                                                                                           |
| TextField       | Динамическое или вводимое текстовое поле.                                                                                       |
| Button          | Кнопка. Является по сути Movie Clip с предопределенным поведением. Состоит из 4 кадров: Up, Over, Down и Hit.                   |
| Date            | Объект, содержащий сведения о дате/времени.                                                                                     |
| Array           | Массив данных. |
| XML             | XML-объект |
| XMLNode         | XML-node |
| LoadVars        | Служит для отправки и приёма переменных при помощи HTTP POST и HTTP GET                                                         |
| Sound           | Содержит звуковые данные .MP3 формата                                                                                           |
| NetStream       | Содержит звуковые данные других форматов                                                                                        |
| NetConnection   | Позволяет взаимодействовать 2 flash-роликам в одной области видимости (например на рабочем столе, или в одной вкладке браузера) |
| MovieClipLoader | Класс для подзагрузки swf роликов и .jpg .png изображений                                                                       |
| EventListener   | Обработчик событий |

### ActionScript 3

#### Элементарные типы данных
(см. документацию Adobe)
| Тип     | Описание |
| ------- | --- |
| Boolean | Логическая величина, может принимать значения «true» или «false».                                                        |
| int     | целочисленное 32-битное числовое значение в диапазоне от −231 до 231−1.                                                  |
| uint    | целочисленное 32-битное числовое значение в диапазоне от 0 до 232−1.                                                     |
| Number  | дробное 64-битное числовое значение в диапазоне от −263 до 263−1.                                                        |
| null    | ноль. Ссылка на пустоту.                                                                                                 |
| String  | Строчка из 16-битных символов. Используется кодировка UTF-16.                                                            |
| void    | тип данных с одним значением — undefined. Используется, если программист хочет указать тип функции как «невозвращаемый». |

#### Сложные типы данных
(см. документацию Adobe)
| Тип      | Описание |
| -------- | --- |
| Object   | Объект. Ключевой класс ООП. Является основой всех классов AS3.                                                         |
| Array    | Массив данных нестрогой типизации. Может принимать любые значения, например: ['a', 5, new TextField()]                 |
| Vector   | Массив данных строгой типизации. Например массив Vector.<String> может содержать только строковые данные ['a','b',' '] |
| Date     | Класс, содержащий сведения о дате/времени.                                                                             |
| Error    | Класс, содержащий ошибки.                                                                                              |
| Function | Основной класс. Примером является любой метод AS3.                                                                     |
| RegExp   | Регулярные выражения                                                                                                   |
| XML      | XML-объект, базирующийся на E4X (стандарт ECMA-357)                                                                    |
| XMLList  | Основанный на Array объект для поиска контента в XML-классе.                                                           |

#### Пакеты
ActionScript 3.0 (а точнее Flash Player 9 API — можно сказать, стандартная библиотека, написанная на C++) состоит из более чем 700 классов, организованных в следующие пакеты (аналоги пространств имён в C++):
| Пакет               | Описание |
| ------------------- | --- |
| flash.accessibility | классы для поддержки доступа в Flash контента и приложений. |
| flash.display       | основные классы, которые Flash Player использует для вывода изображения на экран.                                                                                               |
| flash.errors        | часто используемые классы обработки ошибок. |
| flash.external      | содержит класс ExternalInterface, который используется для связи с контейнером Flash Player’а.                                                                                  |
| flash.filters       | классы для работы с фильтрами растровых картинок. |
| flash.geom          | классы для работы с геометрическими классами, такими как точки, прямоугольники и матрицы трансформации — для поддержки класса BitmapData и возможности кеширования изображений. |
| flash.media         | классы для работы с мультимедиа — например, звуками и видео. |
| flash.net           | классы для отправки и получения данных по сети. Например, запросы URL и Flash Remoting.                                                                                         |
| flash.printing      | классы для вывода на печать содержимого Flash-фильма. |
| flash.profiler      | функции, используемые для отладки и профилирования кода. |
| flash.system        | классы для доступа к системе на уровне функциональности, такие как безопасность, многоязычного содержания и т. д.                                                               |
| flash.text          | классы для работы с текстом, его форматированием, размером, стилем и расположением.                                                                                             |
| flash.ui            | классы пользовательского интерфейса, такие как классы для работы с мышью и клавиатурой.                                                                                         |
| flash.utils         | дополнительные классы, такие как ByteArray для работы с бинарными данными, Timer для отсчёта интервалов времени и др.                                                           |
| flash.xml           | обеспечивает поддержку XML и все функции для работы с XML. (Необходим для поддержки предыдущих версий AS)                                                                       |

Также существуют mx.* пакеты, которые состоят из классов, предназначенных для создания интерфейса приложения в среде Flex и fl.* пакеты, для среды Flash

## Популярные среды
- Adobe Flash — исторически первая среда, поддерживающая AS. Начиная с Flash 5 появилась панель «ACTIONS» с возможностью редактирования кода (AS1). Для Flash 6 был создан AS2. Начиная с Flash 9 появилась поддержка AS3.
- Adobe Flash Builder — среда разработки для создания RIA приложений для настольного компьютера и мобильных устройств.
- Powerflasher FDT — среда, признанная опытными флеш-программистами, базируется на eclipse — свободной интегрированной среде разработки модульных кроссплатформенных приложений.
- FlashDevelop — свободная среда разработки и редактор, написанные на C#, позволяющие создавать Flash-приложения при помощи Flash IDE, Flex SDK, MTASC или haxe.
- CodeDrive — среда разработки и редактор, с довольно быстрым компилятором, основана на Microsoft Visual Studio.
- SWFTools — свободный пакет для работы с swf-файлами, пакет включает компилятор ActionScript 3.0 (as3compile) .